# Ebenezer McJunkin

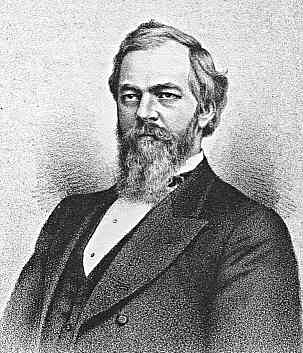
Ebenezer McJunkin

Ebenezer McJunkin (* 28. März 1819 in Center Top, Butler County, Pennsylvania; † 10. November 1907 in Butler, Pennsylvania) war ein US-amerikanischer Politiker. Zwischen 1871 und 1875 vertrat er den Bundesstaat Pennsylvania im US-Repräsentantenhaus.

## Werdegang
Ebenezer McJunkin besuchte die öffentlichen Schulen seiner Heimat. Im Jahr 1841 absolvierte er das Jefferson College in Canonsburg. Nach einem anschließenden Jurastudium und seiner 1843 erfolgten Zulassung als Rechtsanwalt begann er in Butler in diesem Beruf zu arbeiten. 1850 wurde er stellvertretender Staatsanwalt im Butler County. In den 1850er Jahren schloss er sich der neuen Republikanischen Partei an. Im Mai 1860 nahm er als Delegierter an deren Republican National Convention in Chicago teil, auf der Abraham Lincoln als Präsidentschaftskandidat nominiert wurde. Während des Bürgerkrieges war er Oberleutnant in der Staatsmiliz von Pennsylvania.
Bei den Kongresswahlen des Jahres 1870 wurde McJunkin im 23. Wahlbezirk von Pennsylvania in das US-Repräsentantenhaus in Washington, D.C. gewählt, wo er am 4. März 1871 die Nachfolge von Darwin Phelps antrat. Nach einer Wiederwahl konnte er bis zu seinem Rücktritt am 1. Januar 1875 im Kongress verbleiben. Ab 1873 war er Vorsitzender des Ausschusses zur Kontrolle der Ausgaben des Marineministeriums.
Zwischen 1875 und 1885 war Ebenezer McJunkin Vorsitzender Richter im 17. Gerichtsbezirk von Pennsylvania. Danach praktizierte er bis 1900 wieder als Anwalt. Anschließend zog er sich in den Ruhestand zurück. Er starb am 10. November 1907 in Butler, wo er auch beigesetzt wurde.